# Mersey Chambers
La Mersey Chambers est un bâtiment située à Liverpool, en Angleterre.

## Localisation
Le bâtiment est située au 2 Old Churchyard et Covent Garden, à Liverpool.

## Historique
Mersey Chambers est construit à Liverpool en 1878 pour la Harrison Shipping Line, dirigée par les familles Harrison et Williamson. Il est conçu sur les plans de l'architecte George Enoch Grayson (en). Il s'agit d'un monument classé Grade II.
Il fait face au cimetière Saint-Nicolas, aménagé en jardin public en 1891 à la mémoire de James Harrison, associé de l'entreprise.
L'élévation arrière de Covent Garden est une conception fonctionnelle avec des rangées d'oriels pour laisser entrer un maximum de lumière. À l'intérieur, les bureaux sont disposés autour d'une cour vitrée.
Il y a une splendide salle de réunion lambrissée des années 1920, de style classique.
Au sommet du bâtiment se trouve le « third Liver bird », une version plus petite de ses parents les plus célèbres.

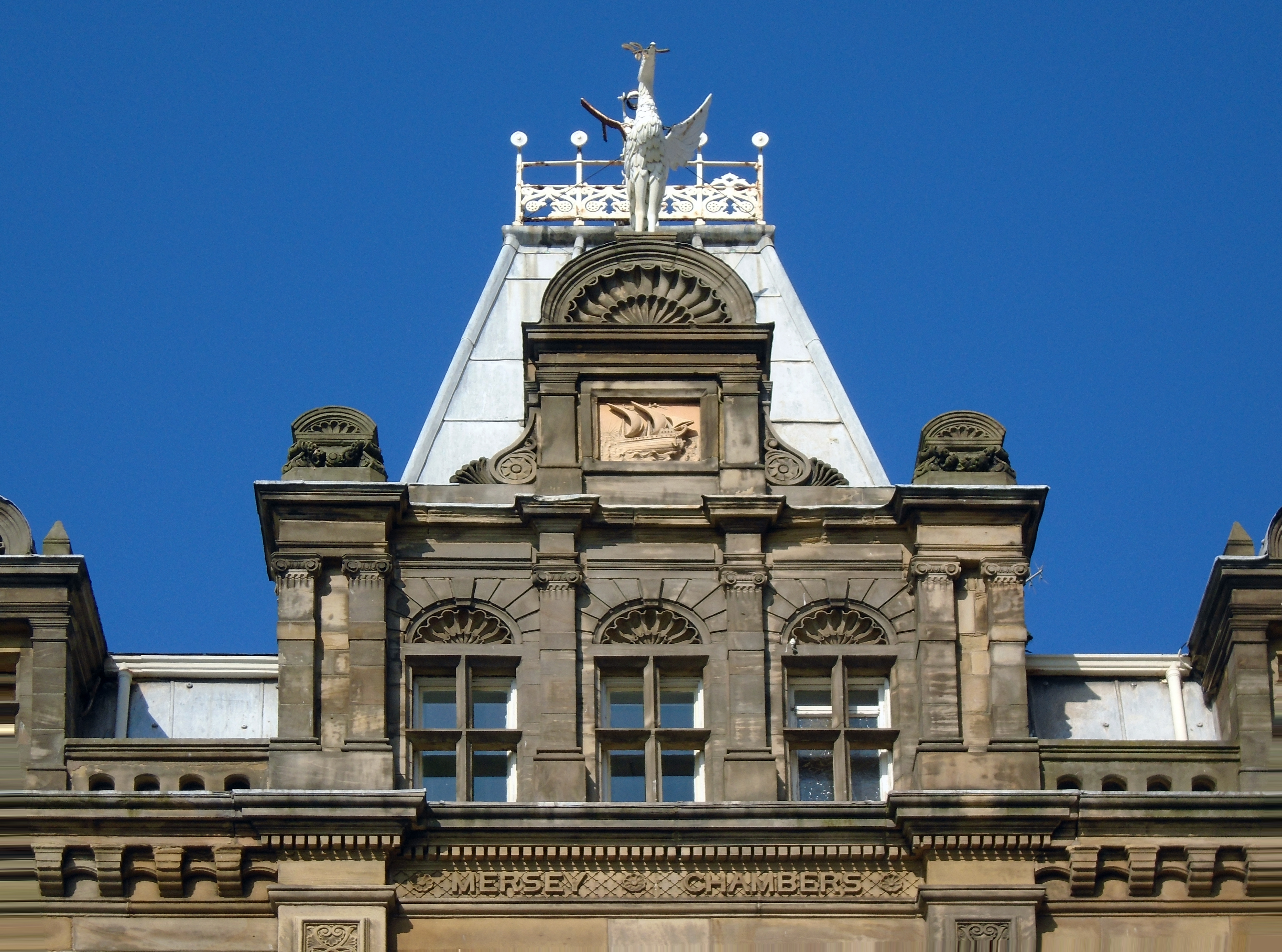
Le « third Liver bird ».
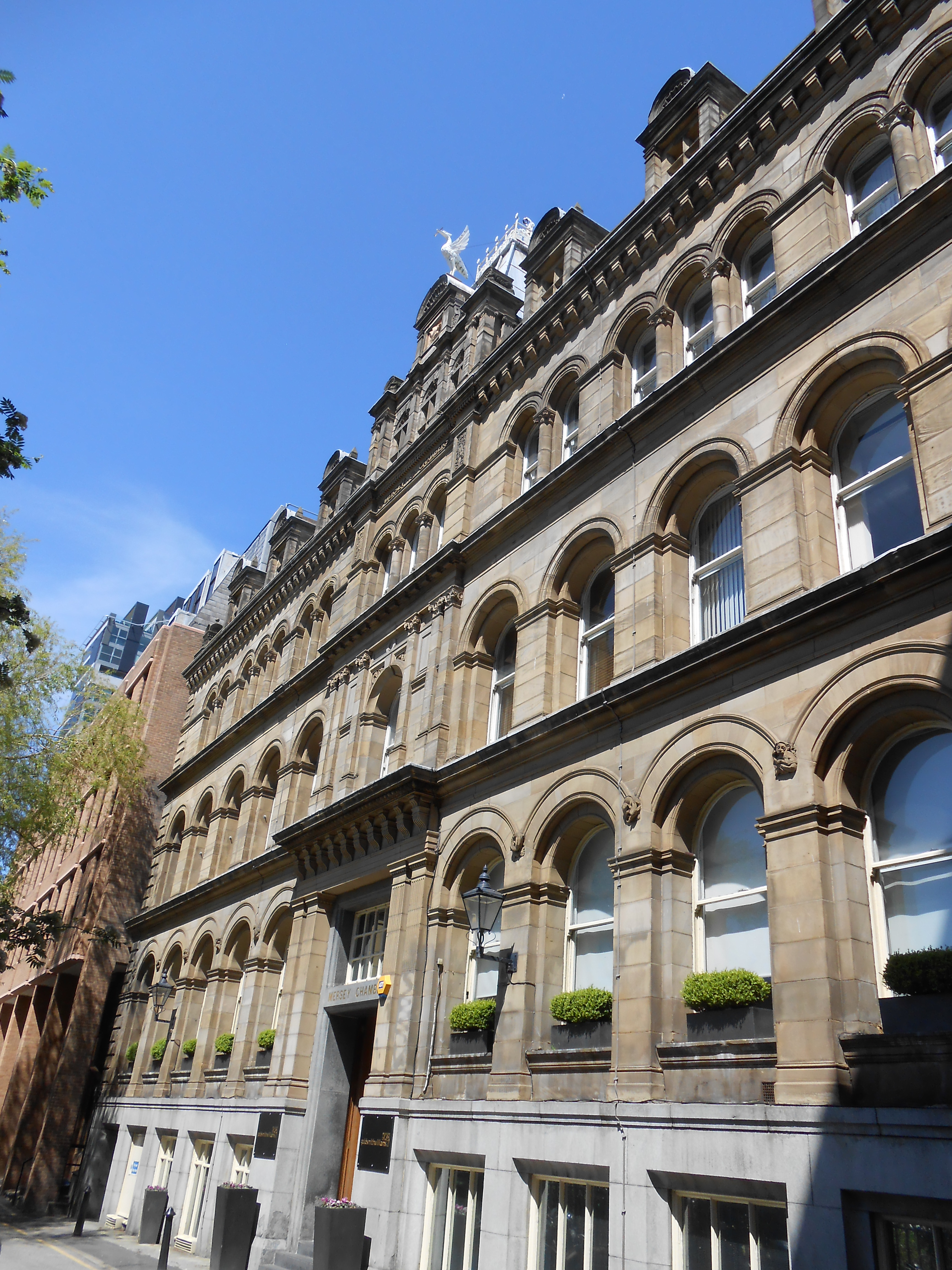